# Mésaque Djú
Mésaque Djú (ur. 18 marca 1999 w Bissau) – portugalski piłkarz gwinejskiego pochodzenia grający na pozycji napastnika w CD Mafra.

## Sukcesy

### Portugalia U17
- Mistrzostwa Europy U-17: Azerbejdżan 2016

### Portugalia U19
- Mistrzostwa Europy U-19: Finlandia 2018